# Eugene Wigner
Eugene Paul Wigner (ur. 17 listopada 1902 w Budapeszcie jako Jenő Pál Wigner, zm. 1 stycznia 1995 w Princeton) – amerykańsko-węgierski fizyk i matematyk, noblista.
Nagrodę Nobla w dziedzinie fizyki otrzymał w 1963 roku, razem z Hansem Jensenem i Marią Goeppert-Mayer.

## Życiorys
Eugene Wigner pochodził z rodziny żydowskiej, należącej do ówczesnej klasy średniej Budapesztu. Jego ojciec, Antal, był dyrektorem garbarni, zaś matka, Erzsébet, zajmowała się wychowaniem Jenő Pála i jego dwóch sióstr. Od piątego do dziesiątego roku życia miał prywatnego guwernera, potem poszedł do szkoły powszechnej. Rok później stwierdzono u niego gruźlicę i wysłano go do sanatorium w Breitenstein (Austria). Po kilkutygodniowej obserwacji okazało się, że diagnoza była błędna. Pobyt w Breitenstein zaowocował jednakże zainteresowaniem się młodego Wignera matematyką.
W roku 1915 rozpoczął naukę w Fasori Evangélikus Gimnázium, gdzie poznał młodszego o rok Johna von Neumanna. Ich nauczycielem matematyki był pedagog László Rátz. Po uzyskaniu matury w roku 1921 Wigner podjął studia w dziedzinie inżynierii chemicznej na Technische Reichsanstalt Berlin (Instytut Techniczny Rzeszy, dzisiejszy Uniwersytet Techniczny w Berlinie). W czasie wolnym, w środowe popołudnia, uczęszczał na kolokwia organizowane przez Deutsche Physikalische Gesellschaft (Niemieckie Towarzystwo Fizyczne), prowadzone m.in. przez Alberta Einsteina, Maxa Plancka, Maxa von Lauge czy Walthera Hernanna Nernsta. Największy jednak wpływ na Wignera wywarł Michael Polanyi, promotor jego pracy doktorskiej, oraz Leó Szilárd. Ten ostatni stał się jego długoletnim przyjacielem. Tematem dysertacji Wignera była „Statistische Mechanik und Reaktionsgeschwindigkeit” (statystyczna mechanika i prędkość reakcji). Po obronie doktoratu Wigner wrócił na krótko do Budapesztu, by podjąć pracę w firmie prowadzonej przez ojca, lecz szybko ją porzucił.

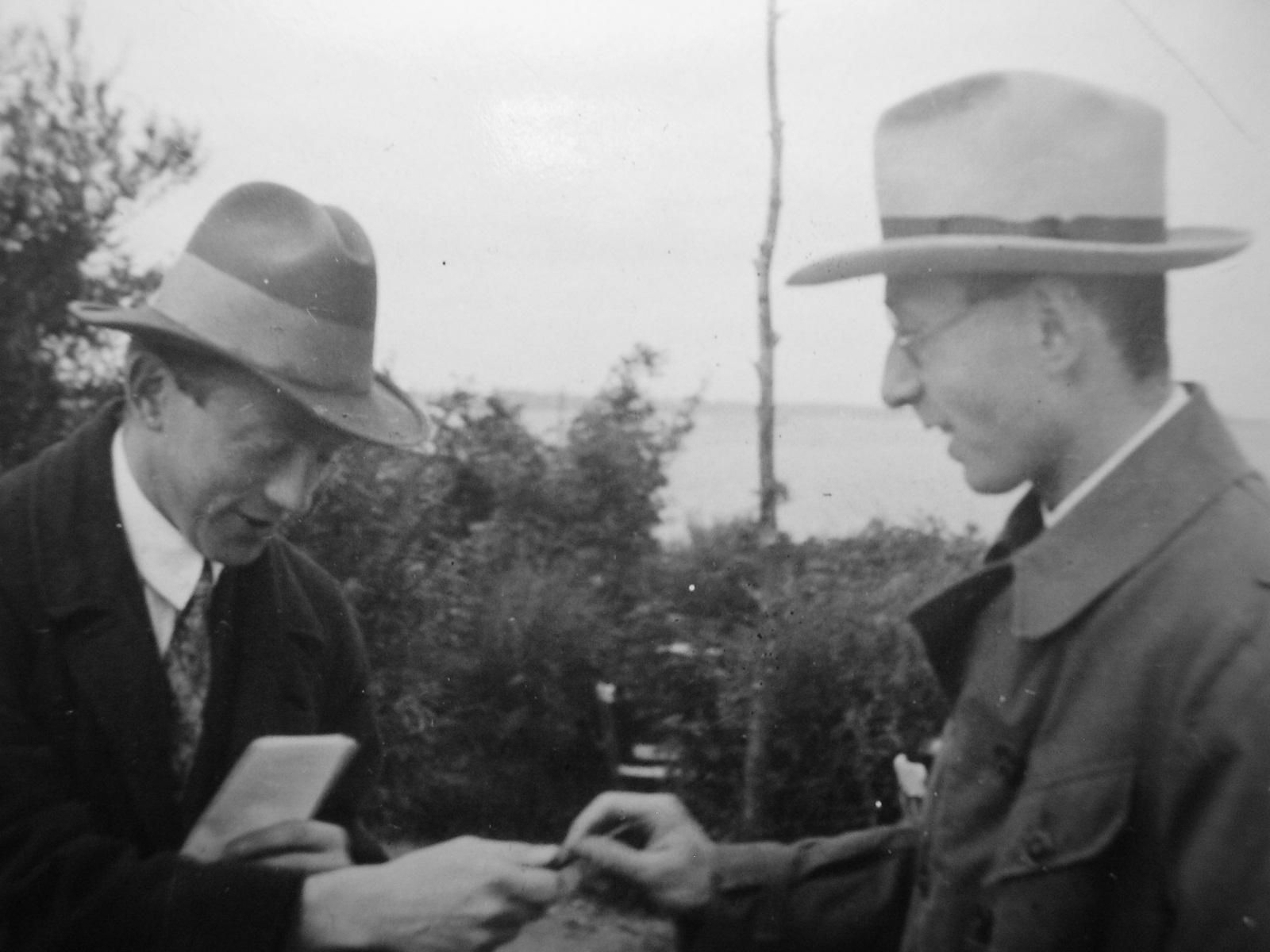
Eugene Wigner (z prawej) z Wernerem Heisenbergiem (1928)

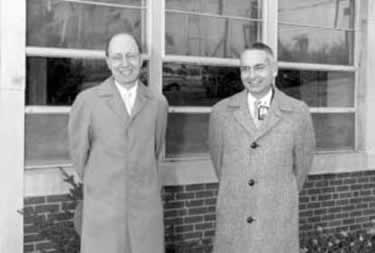
Eugene Wigner (z lewej) i Alvin Weinberg

W roku 1926 Wigner objął stanowisko asystenta w zespole Richarda Beckera w Instytucie Cesarza Wilhelma Wielkiego (dzisiejszy Uniwersytet Techniczny w Berlinie). Tam też podjął badania nad teorią grup, tworząc podstawy fizyki statystycznej. Pod koniec lat 20. prowadził badania w dziedzinie mechaniki kwantowej, które kontynuował również po objęciu profesury w Getyndze, wraz z Schrödingerem i Dirakiem (ku lekkiemu niezadowoleniu Einsteina). Z powodu żydowskiego pochodzenia odebrano mu w 1933 roku profesurę, co uświadomiło mu ostatecznie powagę sytuacji w Niemczech i skłoniło do wyjazdu do Stanów Zjednoczonych. W 1934 Wigner zapoznał swą siostrę Manci z fizykiem Paulem Dirakiem, co przyniosło z jednej strony w krótkim czasie ślub obojga, a z drugiej pogłębienie związków i współpracy między Eugenem i Paulem. Wigner spotkał w USA też Einsteina, który przybył tam, by objąć katedrę na Uniwersytecie w Princeton.
Kariera profesorska samego Wignera toczyła się w USA na Uniwersytecie Wisconsin, tam też poznał swoją pierwszą żonę, studentkę fizyki Amelie Frank, która w 1937 przedwcześnie zmarła. W tym samym roku przyjął obywatelstwo amerykańskie i szukając nowego otoczenia w celu ucieczki przed bólem po utracie żony, udał się do Princeton, gdzie był od 1938 do emerytury w 1971, z jednoroczną przerwą w 1946, profesorem matematyki.
Ze swoim węgierskim kolegą Leó Szilárdem rozwinął teorię nuklearnej reakcji łańcuchowej i uczestniczył w amerykańskim projekcie budowy bomby atomowej w Los Alamos, gdyż obawiał się, że hitlerowskie Niemcy jako pierwsze zbudują tę broń i użyją jej. Uczestniczył również w Projekcie Manhattan, w ramach którego zbudowano pierwszy efektywnie funkcjonujący reaktor atomowy. Reaktor ten posłużył do
otrzymania plutonu użytego w pierwszej bombie atomowej. Eugene Wigner, razem z Edwardem Tellerem, John von Neumannem i Leó Szilárdem tworzył w Los Alamos grupę naukowców, którą Szilárd nazywał ironicznie „węgierską konspiracją”, a przez innych tamtejszych naukowców zwana była też „The Martians” (Marsjanie).
Odznaczony National Medal of Science i Medalem za Zasługi. Laureat Nagrody Enrica Fermiego.

## Upamiętnienie
- Energia Wignera
- Medal Wignera